# Ceanothus

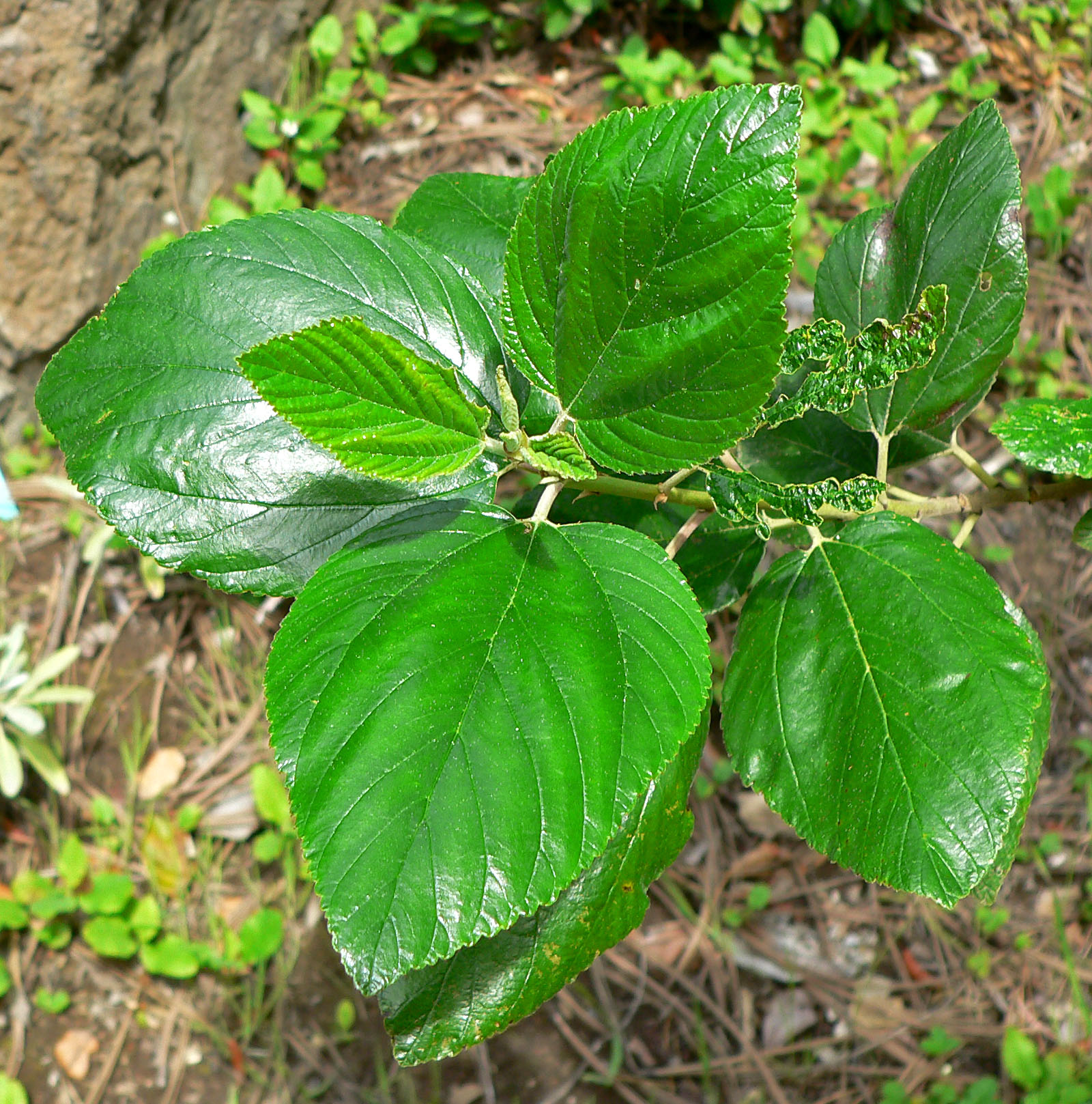
Ceanothus arboreus mostrant la nervadura paral·lela característica del gènere

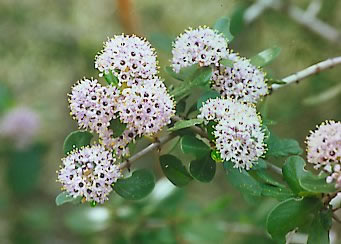
Flors de Ceanothus cuneatus, a Pinnacles National Monument, Califòrnia

Ceanothus és un gènere de plantes amb flors amb de 50–60 espècies d'arbusts o petits arbres dins la família Rhamnaceae. Aquest gènere només es troba a Amèrica del Nord, el centre de la seva distribució és a Califòrnia, però alguna espècie a Guatemala.

## Descripció
La majoria de les espècies són de fulla persistent. Algunes habiten la vegetació del chaparral.

## Taxonomia

### Espècies
Dins del gènere Ceanothus es reconeixen les 60 espècies següents:
- Ceanothus americanus L.
- Ceanothus arboreus Greene
- Ceanothus arcuatus McMinn
- Ceanothus bolensis S.Boyd & J.E.Keeley
- Ceanothus buxifolius Willd. ex Schult. & Schult.f.
- Ceanothus caeruleus Lag.
- Ceanothus confusus J.T.Howell
- Ceanothus cordulatus Kellogg
- Ceanothus crassifolius Torr.
- Ceanothus cuneatus (Hook.) Nutt.
- Ceanothus cyaneus Eastw.
- Ceanothus decornutus V.T.Parker
- Ceanothus dentatus Torr. & A.Gray
- Ceanothus depressus Benth.
- Ceanothus divergens Parry
- Ceanothus diversifolius Kellogg
- Ceanothus fendleri A.Gray
- Ceanothus fernandezii Villarreal, A.E.Estrada & Encina
- Ceanothus ferrisiae McMinn
- Ceanothus foliosus Parry
- Ceanothus fresnensis Dudley ex Abrams
- Ceanothus gloriosus J.T.Howell
- Ceanothus griseus (Trel.) McMinn
- Ceanothus hearstiorum Hoover & Roof
- Ceanothus herbaceus Raf.
- Ceanothus impressus Trel.
- Ceanothus incanus Torr. & A.Gray
- Ceanothus integerrimus Hook. & Arn.
- Ceanothus jepsonii Greene
- Ceanothus lemmonii Parry
- Ceanothus leucodermis Greene
- Ceanothus maritimus Hoover
- Ceanothus martini M.E.Jones
- Ceanothus masonii McMinn
- Ceanothus megacarpus Nutt.
- Ceanothus microphyllus Michx.
- Ceanothus ochraceus Suess.
- Ceanothus oliganthus Nutt.
- Ceanothus ophiochilus S.Boyd, T.Ross & Arnseth
- Ceanothus otayensis McMinn
- Ceanothus palmeri Trel.
- Ceanothus papillosus Torr. & A.Gray
- Ceanothus parryi Trel.
- Ceanothus parvifolius (S.Watson) Trel.
- Ceanothus pauciflorus DC.
- Ceanothus pendletonensis D.O.Burge, Rebman & M.R.Mulligan
- Ceanothus perplexans Trel.
- Ceanothus pinetorum J.M.Coult.
- Ceanothus prostratus Benth.
- Ceanothus pumilus Greene
- Ceanothus purpureus Jeps.
- Ceanothus roderickii W.Knight
- Ceanothus sanguineus Pursh
- Ceanothus serpyllifolius Nutt.
- Ceanothus sonomensis J.T.Howell
- Ceanothus spinosus Nutt.
- Ceanothus thyrsiflorus Eschw.
- Ceanothus tomentosus Parry
- Ceanothus velutinus Douglas ex Hook.
- Ceanothus verrucosus Nutt.

### Híbrids
S'han descrit els següents híbrids naturals:
- Ceanothus × bakeri Greene ex McMinn
- Ceanothus × burtonensis Renss.
- Ceanothus × connivens Greene
- Ceanothus × flexilis McMinn
- Ceanothus × humboldtensis Roof
- Ceanothus × lobbianus Hook.
- Ceanothus × lorenzenii (Jeps.) McMinn
- Ceanothus × mendocinensis McMinn
- Ceanothus × regius (Jeps.) McMinn
- Ceanothus × rugosus Greene
- Ceanothus × serrulatus McMinn
- Ceanothus × vanrensselaeri Roof
- Ceanothus × veitchianus Hook.

## Usos
Moltes espècies es fan servir en jardineria hi hi ha molts híbrids i cultivars.
Ceanothus velutinus era conegut com a "arrel vermella" pels amerindis de Nord-amèrica i els feien servir com planta medicinal, recentment s'ha confirmat la seva efectivitat en el tractament de la pressió sangínia alta i bloctges limfàtics.